# IC 4717
IC 4717 é uma galáxia espiral na direção da constelação do Pavão.